# Douzième accord de paix en Centrafrique
 (février 2019).
Si vous disposez d'ouvrages ou d'articles de référence ou si vous connaissez des sites web de qualité traitant du thème abordé ici, merci de compléter l'article en donnant les références utiles à sa vérifiabilité et en les liant à la section « Notes et références ».
Le Douzième accord de paix en Centrafrique aussi appelé Initiative africaine pour la paix et la réconciliation en République Centrafricaine est un accord de paix signé le 17 juillet 2017 à Libreville entre le gouvernement centrafricain du président Faustin-Archange Touadéra, l'Union Africaine et quatorze groupes armés centrafricains affiliés au processus DDR.